# 罗尔莫斯-翁特塔尔
罗尔莫斯-翁特塔尔是奥地利施蒂利亚州利岑县的一个市镇。总面积146.34平方公里，总人口1429人，人口密度9.8人/平方公里（2005年）。